# The Tyrant
The Tyrant (koreanischer Originaltitel: 폭군; RR: Pok-gun) ist eine südkoreanische Miniserie, die im Universum der The Witch-Filmreihe angesiedelt ist, für die sich ebenfalls Park Hoon-jung verantwortlich zeichnet. In Südkorea fand die Premiere der Miniserie am 14. August 2024 als Original durch Disney+ via Star statt. Im deutschsprachigen Raum erfolgte die Erstveröffentlichung der Miniserie am selben Tag durch Disney+ via Star.

## Handlung
Nachdem die USA von einem geheimen Biowaffenprogramm der südkoreanischen Regierung erfahren haben, welches Menschen übernatürliche Fähigkeiten verleihen soll, fordern sie die sofortige Einstellung der Forschung und die Herausgabe aller Proben. Die Übergabe der Proben an die USA durch den südkoreanischen NIS wird jedoch verhindert und die Proben entwendet. Von diesem Zeitpunkt an streben verschiedene Fraktionen danach, an die Proben zu gelangen und gehen dabei bis zum Äußersten.

## Besetzung und Synchronisation
Die deutschsprachige Synchronisation entstand nach den Dialogbüchern von Florian Reutter und Ari Rashidi sowie unter der Dialogregie von Heiko Akrap durch die Synchronfirma Iyuno Germany in Berlin.
| Rolle                 | Schauspieler     | Synchronsprecher          |
| --------------------- | ---------------- | ------------------------- |
| Lim Sang              | Cha Seung-won    | Sebastian Christoph Jacob |
| Chae Ja-gyeong        | Jo Yoon-soo      | Gabrielle Pietermann      |
| Yoon Mo-yong          | Mu Jin-sung      | Sebastian Kluckert        |
| Direktor Choe         | Kim Seon-ho      | Jeremias Koschorz         |
| Paul                  | Kim Kang-woo     | Alexander Ziegenbein      |
| Jonas                 | John D. Michaels | Marc Dresander            |
| Han-gom               | Lee Seung-kyung  | René Dawn-Claude          |
| Herr Chae             | Lee Sung-min     | Sven Brieger              |
| Herr Seong            | Cha Soon-bae     | Stephan Baumecker         |
| Direktor Sa           | Kim Joo-hun      | Sven Gerhardt             |
| Manager Jo            | Park Hyoung-soo  | Armin Schlagwein          |
| Professor Noh         | Choi Jung-woo    | Michael Noack             |
| Madam Gwan            | Jang Young-nam   | Anke Reitzenstein         |
| Vizeminister          | Lee Ki-young     | Tim Moeseritz             |
| Reporterin Na Yeon-ju |                  | Carolin Brunk             |
| Ahn Tae-gun           |                  | Nico Birnbaum             |
| Hae-jun               |                  | Bastian Sierich           |

## Episodenliste
| Nr. | Deutscher Titel | Originaltitel | Erstveröffentlichung (Südkorea) | Deutschsprachige Erstveröffentlichung (D/A/CH) |
| --- | --------------- | ------------- | ------------------------------- | ---------------------------------------------- |
| 1   | Folge 1         | 제 1화        | 14. Aug. 2024                   | 14. Aug. 2024                                  |
| 2   | Folge 2         | 제 2화        | 14. Aug. 2024                   | 14. Aug. 2024                                  |
| 3   | Folge 3         | 제 3화        | 14. Aug. 2024                   | 14. Aug. 2024                                  |
| 4   | Folge 4         | 제 4화        | 14. Aug. 2024                   | 14. Aug. 2024                                  |